# Johanna Lindell
Johanna Lindell, född 4 januari 2001, är en svensk fotbollsspelare som senast spelade för AIK.

## Karriär
Johanna Lindell inledde karriären i moderklubben Ekerö IK, men blev redan vid tio års ålder en del av AIK:s flicklag. Fram till 2017 var Lindell en del av AIK:s ungdomslag och inför säsongen 2018 blev hon värvad till Hammarby IF, men blev redan till hösten 2018 utlånad till IF Brommapojkarna. 2019 var hon återigen tillbaka i AIK, men denna gång som en del av A-laget. Lindell spelade 30 tävlingsmatcher under sin debutsäsong i AIK:s A-lag och var inledningsvis under rekordsäsongen 2020 en självklar spelare i startelvan. Men hon missade de sista åtta matcherna 2020 på grund av en skada som även höll henne borta från spel under hela 2021. År 2022 blev det bara en match för Lindell i damallsvenskan, och i maj 2022 lämnade hon AIK på grund av studier. Hon valde att fortsätta sitt idrottsliga tävlande genom att prioritera Medicinar-SM, en prestigefylld turnering, framför att fortsätta spela professionell fotboll i AIK.
På landslagsnivå har Lindell spelat i flera årskullar i den svenska flicklandslagen och har totalt spelat 25 landskamper i U17- och U19-landslagen. Hon har även noterats för två mål i landslagssammanhang.